# Roland Mitsche
Roland Mitsche (* 4. September 1903 in Winklern, Kärnten; † 22. Juni 1978 in Graz) war ein österreichischer Metallkundler.

## Leben
Mitsche nahm als Schüler 1918/19 am Kärntner Abwehrkampf teil. Er legte 1921 die Reifeprüfung ab und studierte danach Eisen- und Metallhüttenwesen an der Montanistischen Hochschule Leoben. 1929 wurde er zum Dr. mont. promoviert. Im selben Jahr heiratete er die Majorstochter Margareta Dörfler in Leoben. 1931 habilitierte er sich für Metallographie, 1935 zusätzlich für Metallkunde. 1934 wurde er Corpsschleifenträger des Corps Schacht Leoben. Er erhielt 1937 ein Extraordinariat und wurde 1940 apl. Professor in Leoben. Vertretungsweise leitete er die Institute für Eisenhüttenkunde, Feuerungstechnik und Leibesübungen. 1951 wurde er zum o. Professor für Metallkunde und Werkstoffprüfung ernannt. In den 1950er Jahren nahm er Gastprofessuren am University of Manchester Institute of Science and Technology, der İstanbul Teknik Üniversitesi, am University of Wales Institute of Science and Technology in Cardiff und der Swansea University wahr. 1960/61 war er Rektor der Montanuniversität Leoben. 1973 wurde er emeritiert.

## Ehrungen (Auswahl)
- Korrespondierendes Mitglied der Österreichischen Akademie der Wissenschaften (1962)
- Honorarprofessor der Universität Wien
- Le Chatelier-Medaille der Académie des sciences
- 1974: Peter-Tunner-Medaille der Austrian Society for Metallurgy and Materials (ASMET)[5]